# Đường cao tốc Tuy-Mãn
Đường cao tốc Tuy-Mãn（ký hiệu tuyến là G10，nguyên là G015）là một tuyến đường cao tốc từ Tuy Mãn Hà thuộc Hắc Long Giang Khu tự trị Nội Mông. Tuyến đường này chạy qua Mẫu Đơn Giang, Cáp Nhĩ Tân, Đại Khánh, Tề Tề Cáp Nhĩ, A Vinh Kỳ, kết thúc tại Mãn Châu Lý thuộc Khu tự trị Nội Mông. Tổng chiều dài toàn tuyến là 1520 km.

## Phân đọan
- Đoạn Hắc Long Giang: từ Mẫu Đơn Giang đến Đại Khánh đã thông tuyến. đoạn Đại Khánh đến biên giới Nội Mông đang lên quy hoạch.
- Đoạn Khu tự trị Nội Mông: đang quy hoạch.